# Насер Нуредини
Насер Нуредини (на албански: Naser Nuredini,на македонска литературна норма: Насер Нуредини) е министър на околната среда и пространственото планиране на Република Северна Македония от 26 юни 2019 г.

## Биография
Роден е на 23 септември 1979 година в Тетово. Родителите му се местят във Виена, когато той е дете. Там през 1998 г. завършва Международно училище. През 2002 г. завършва висше финансово образование в Университета в Брайтън. Работи като анализатор на международните пазари в периода 2004 – 2006 г. От 2006 до 2011 г. работи като заместник-председател по управление на инвестициите за Източна Европа на UniCredit CAIB UK Ltd. От 2011 до 2012 г. е директор на инвестициите за корпорации на източноевропейския пазар в ING Bank NV, Лондон. От 26 юни 2019 г. е назначен за министър на околната среда и пространственото планиране в правителството на Зоран Заев.